# Skútustaðir
Die Landgemeinde Skútustaðir [ˈskuːtʏˌstaˑðɪr] (isländisch Skútustaðahreppur) lag im Nordosten von Island. Bei der Gemeindewahl am 14. Mai 2022 wurde der Zusammenschluss zu der Gemeinde Þingeyjarsveit vollzogen.
Am  1. Januar 2022 hatte die Gemeinde 483 Einwohner, davon lebten 237 im Ort Reykjahlíð im Nordosten des Sees Mývatn. Der kleine Ort Skútustaðir selbst befindet sich am Südufer des Sees, etwa 14 km südwestlich von Reykjahlíð.

## Geografie

### Lage
Skútustaðir ist eine der wenigen Gemeinden Islands, die nicht ans Meer grenzen. Der See Mývatn bildet mit rund 37 km² die größte Wasserfläche.

### Die Pseudokrater
Bekannt ist der Ort für seine Pseudokrater mit Namen Skútustaðagígar. Diese entstanden, als aus dem nahen Krafla-Vulkansystem stammende Laven vor 3.600 bzw. 2.500 Jahren über die Gegend strömten und aufgrund des hohen Wassergehalts des sumpfigen Bodens phreatische Explosionen ausgelöst wurden. Die Krater haben keinen Zugang zu Dykes bzw. den Magmareservoiren im Erdinneren.

### Weitere Umgebung
Der größte Teil des Gemeindegebiets wird von einer vulkanischen Wüste, dem Lavafeld Ódáðahraun (dt. „Missetäterwüste“), eingenommen. Bei diesem handelt es sich um das größte bisher in Island entdeckte Lavafeld mit Ausmaßen von mindestens 4.400 km².
Im Süden liegt der Dyngjujökull, ein Randgletscher des Vatnajökull. Die Ostgrenze bildet der Fluss Jökulsá á Fjöllum.
Bekannte Berge sind der Tafelberg Herðubreið (1682 m), der Vulkan Askja mit einem der tiefsten Seen Islands, dem Öskjuvatn, und der Zentralvulkan Krafla (818 m).

## Höfe und Bauwerke

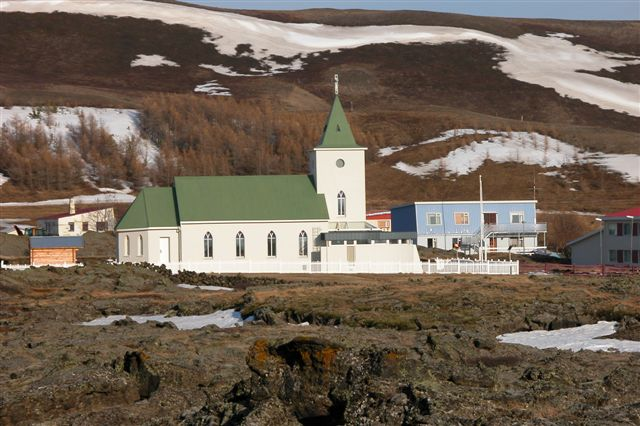
Reykjahlíðarkirkja

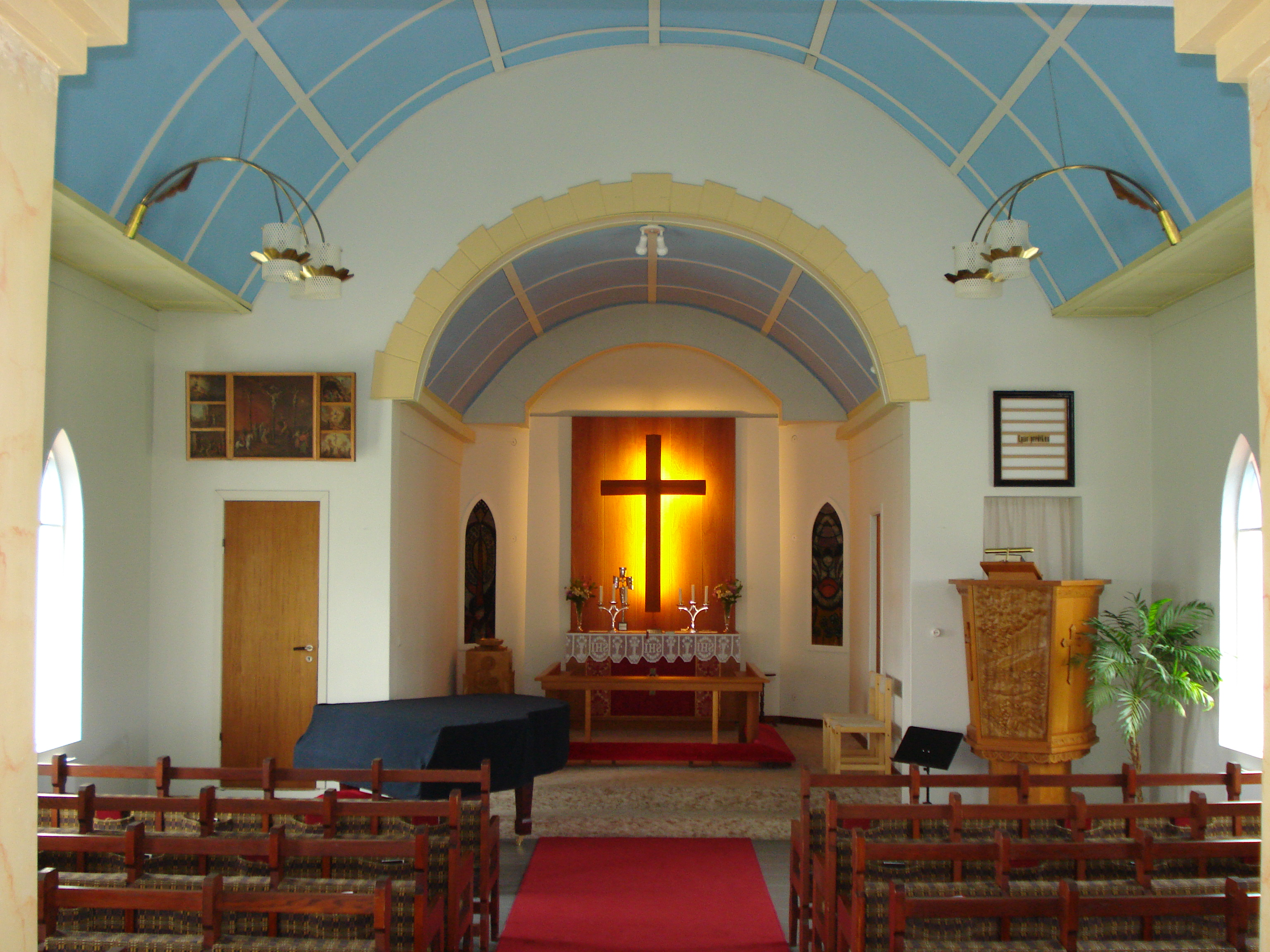
Reykjahlíðarkirkja

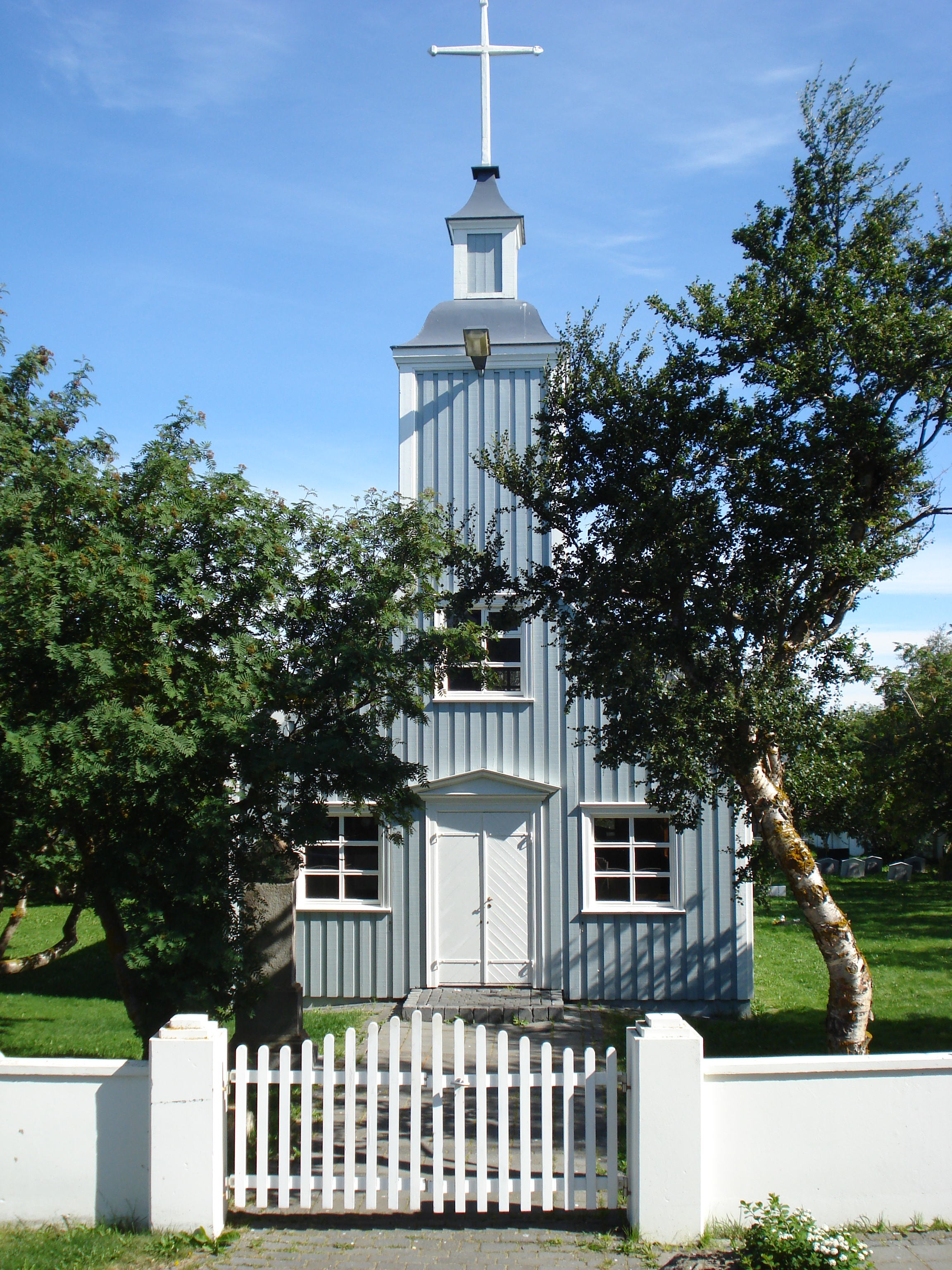
Skútustaðakirkja

Auf dem Hof Reykjahlíð gab es bereits vor der Reformation eine Kirche, die dem hl. Laurentius geweiht war. Die dortige heutige Reykjahlíðarkirkja wurde 1958–1962 gebaut und hat 120 Sitzplätze. Um die Vorgängerkirche, die ebenfalls genau an dieser Stelle stand, rankt sich eine Legende, wonach bei einem Vulkanausbruch am 27. August 1729 die Bewohner der Umgegend in der Kirche Zuflucht suchten und um Rettung beteten. Die Lava, die noch heute in großen erstarrten Blöcken zu sehen ist, floss um die Kirche herum, und niemand kam zu Schaden, während Gebäude dicht an der Kirche von der Lava zerstört wurden.
Die Holzkirche Skútustaðakirkja am Südufer des Mývatn wurde 1861–1863 erbaut, hat rund 100 Sitzplätze und ist 10 km entfernt. Die Kirche, an der 1930, 1962, 1980 und 1990 verschiedene Renovierungen und bauliche Veränderungen vorgenommen wurden, ist 10,90 m lang und 6,22 m breit und steht seit 1990 unter Denkmalschutz.
Die Einarsstaðakirkja auf dem Hof Einarsstaðir steht 25 km nordwestlich des Mývatn und wurde 1862 erbaut. Sie ist 10,91 m lang und 6,37 m breit, hat an Stelle eines Turmes einen massigen Dachreiter und steht seit 1990 unter Denkmalschutz.

## Einwohnerentwicklung
Wie inzwischen die meisten Gebiete Islands außer dem Südwesten rund um die Hauptstadt Reykjavík ist Skútustaðir von Bevölkerungsrückgang betroffen (1997 bis 2005: −13 %).
| Jahr * | Einwohner |
| ------ | --------- |
| 1997   | 472       |
| 2003   | 440       |
| 2004   | 437       |
| 2005   | 428       |
| 2006   | 410       |

* jeweils zum 1. Dezember 

## Infrastruktur
In der Gemeinde Skútustaðir – vor allem im Ortsteil Reykjahlíð – gibt es Hotels, Gästehäuser, Restaurants, einen Supermarkt, eine Sparkasse, ein Gesundheitszentrum (Heilsugæslan í Mývatnssveit),  Tankstelle, Reparaturwerkstatt, Campingplätze, einen Golfplatz, Boots-, Auto- und Pferdeverleih und ein Schwimmbad. Verschiedene Unternehmen bieten geführte Wanderungen und Ausflüge, Rundfahrten und Rundflüge an. Auch Angellizenzen werden vergeben.

## Persönlichkeiten
- Jón Kristjánsson (1920–1996), Skilangläufer
- Matthías Kristjánsson (1924–1998), Skilangläufer